# Grazalema
Grazalema est une commune espagnole de la province de Cadix, en Andalousie. Le village, peuplé de 2 243 habitants en 2006, se trouve en plein cœur du parc naturel de la Sierra de Grazalema dont il est l'un des points les plus visités. Le tourisme représente aujourd'hui la principale activité économique de la commune, avec le pastoralisme.

## Géographie

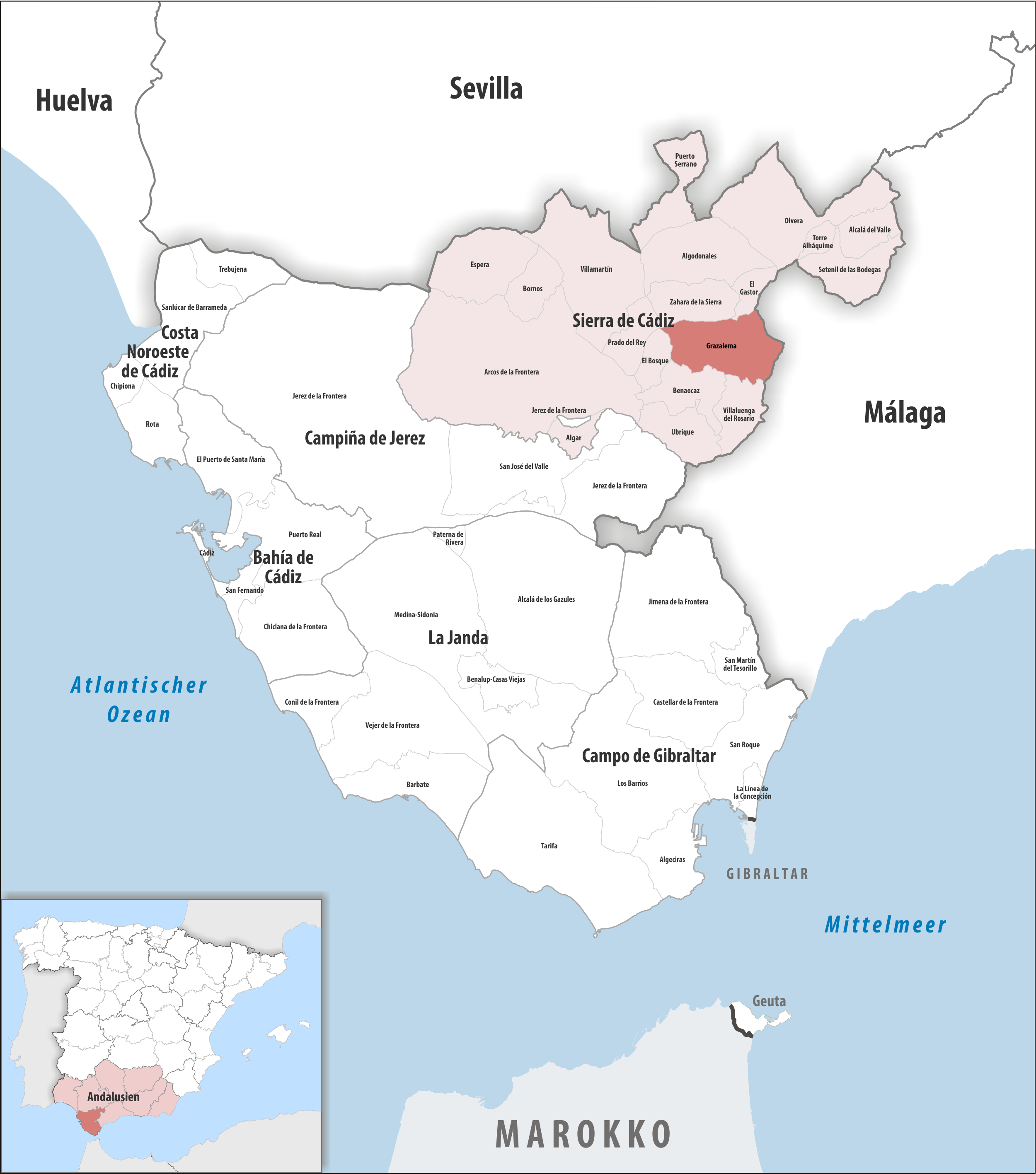
Grazalema dans la province de Cadix / en Andalousie

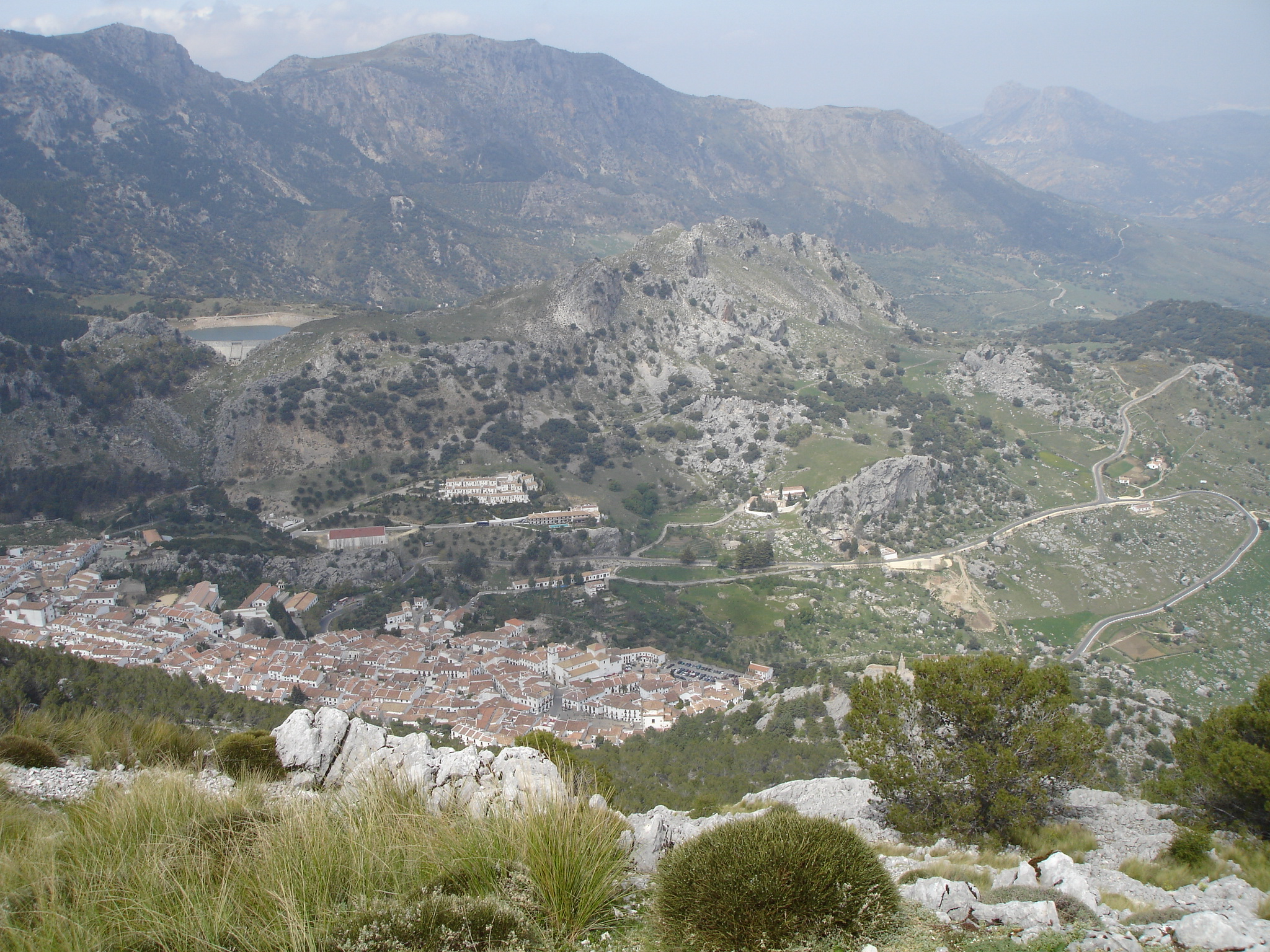
Grazalema vu depuis le sud.

### Localisation
La commune de Grazalema fait partie de la comarque de Sierra de Cadix, dans le nord-est de province de Cadix.
Cadix est à 112 km ouest-sud-ouest ;
Jerez de la Frontera à 79 km ouest ;
Séville à 117 km nord-ouest ;
Malaga à 141 km est (avec un assez grand détour par le nord-est qui évite les petites routes de montagne passant entre les sommets du parc national de la Sierra de las Nieves) ; 
Gibraltar à 130 km sud.
La commune de Grazalema est presque tout entière dans le parc naturel de la Sierra de Grazalema, sauf pour une toute petite partie de sa pointe nord-est qui inclut quelques milliers de m2 du réservoir de Zahara-El Gastor (es) (ce plan d'eau, alimenté par le Guadalete, n'est pas compris dans le parc).

### Hydrographie
La pluviométrie locale est l'une des plus élevées de toute l'Espagne, avec une moyenne de 2 093 mm de précipitations par an. La région est parcourue de très nombreux cours d'eau.
L'arroyo de Bocaleones, affluent de rive gauche du Guadalete, prend source à environ 3 km au nord-ouest de Grazalema et coule vers le nord ; il traverse la commune de Zahara avant de confluer avec le Guadalete. 

Le rio Majaceite prend aussi naissance sur la commune, à environ 6 km (à vol d'oiseau) ouest-nord-ouest de Grazalema, et s'écoule vers l'ouest pour arroser El Bosque puis alimenter le réservoir de Los Hurones (es).

### Description
La sierra de Grazalema, classée réserve de biosphère par l'UNESCO en 1977 et premier parc naturel créé en Andalousie, appartient à la cordillère pénibétique qui comprend un certain nombre de massifs montagneux du sud de l'Andalousie. La sierra de Grazalema, dont l'altitude oscille entre 600 et 1 600 mètres, est un terrain karstique 
et est elle-même composée de divers sous-ensembles : 
les sierras de Zafalgar, 
del Pinar (es) et 
del Endrinal (es).
Grazalema est à environ 1,5 km au nord de la sierra del Endrinal (es), à environ 800 mètres d'altitude. Placée sur une plateforme naturelle, à l'abri d'un cirque montagneux, cette petite ville est dominée par un imposant pic rocheux, le Peñón Grande, (1 299 m ou 1 309 m, à un peu moins de 1 km - à vol d'oiseau - sud-ouest de la ville).
Depuis cette situation privilégiée au sommet d'une falaise, elle contrôle toute la vallée placée très en contrebas, où le Guadalete trouve sa source. Les paysages, calcaires et abrupts, sont égayés par la présence d'une espèce endémique de pinacée, le pinsapo (Abies pinsapo), et par de nombreuses vallées d'altitude, qui permettent l'élevage ovin et porcin.

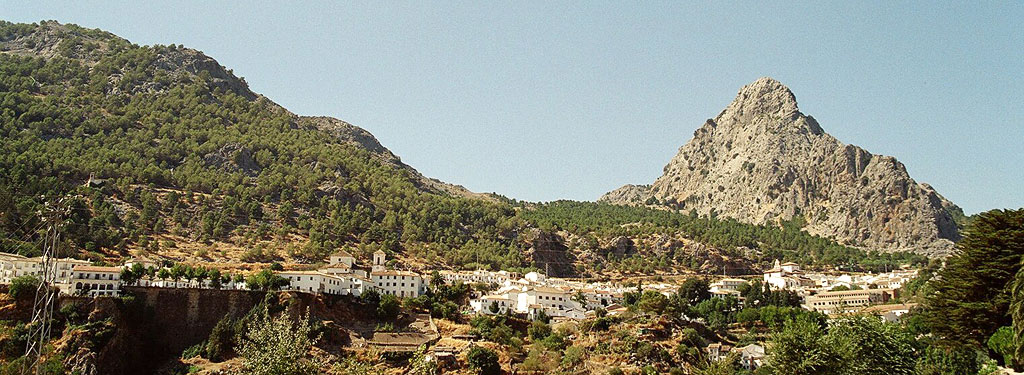
Grazalema

### Lieux marquants sur la commune et les environs
Le village de Benamahoma est à 13 km à l'ouest de Grazalema, sur la route A-372. En 2005 il avait environ 350 habitants
Le col de las Palomas (es) (puerto de las Palomas), à 5 km de Grazalema sur la route CA-9104 qui mène à Zahara de la Sierra, passe au pied du flanc ouest du Cerro Coros (1 328 m),.
Le pic El Torreon (es), 1 654 m, est à environ 6 km (à vol d'oiseau) à l'ouest de Grazalema.
Le col du Boyar (es) (puerto del Boyar, 1 103 m d'altitude) est à 4,6 km de Grazalema sur la route A-372 menant à El Bosque. L'un des rares endroits de la province souvent enneigés et facilement accessibles en voiture, il attire les visiteurs lorsque des chutes de neige sont prévues.

Lieux sur la commune
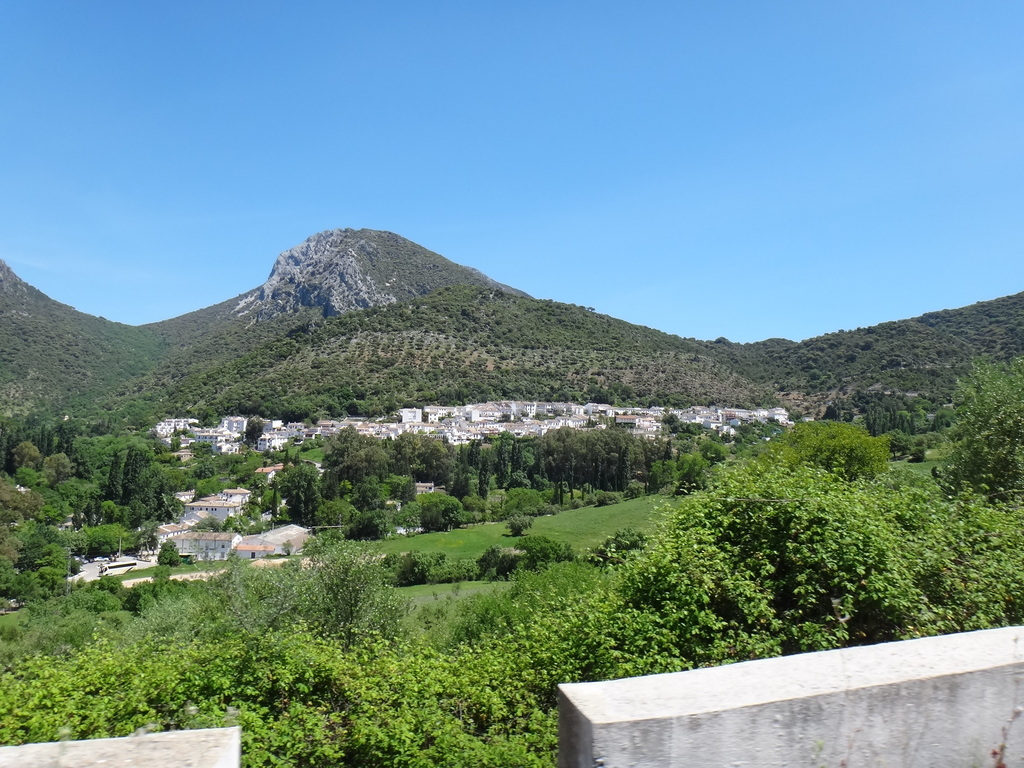
Benamahoma
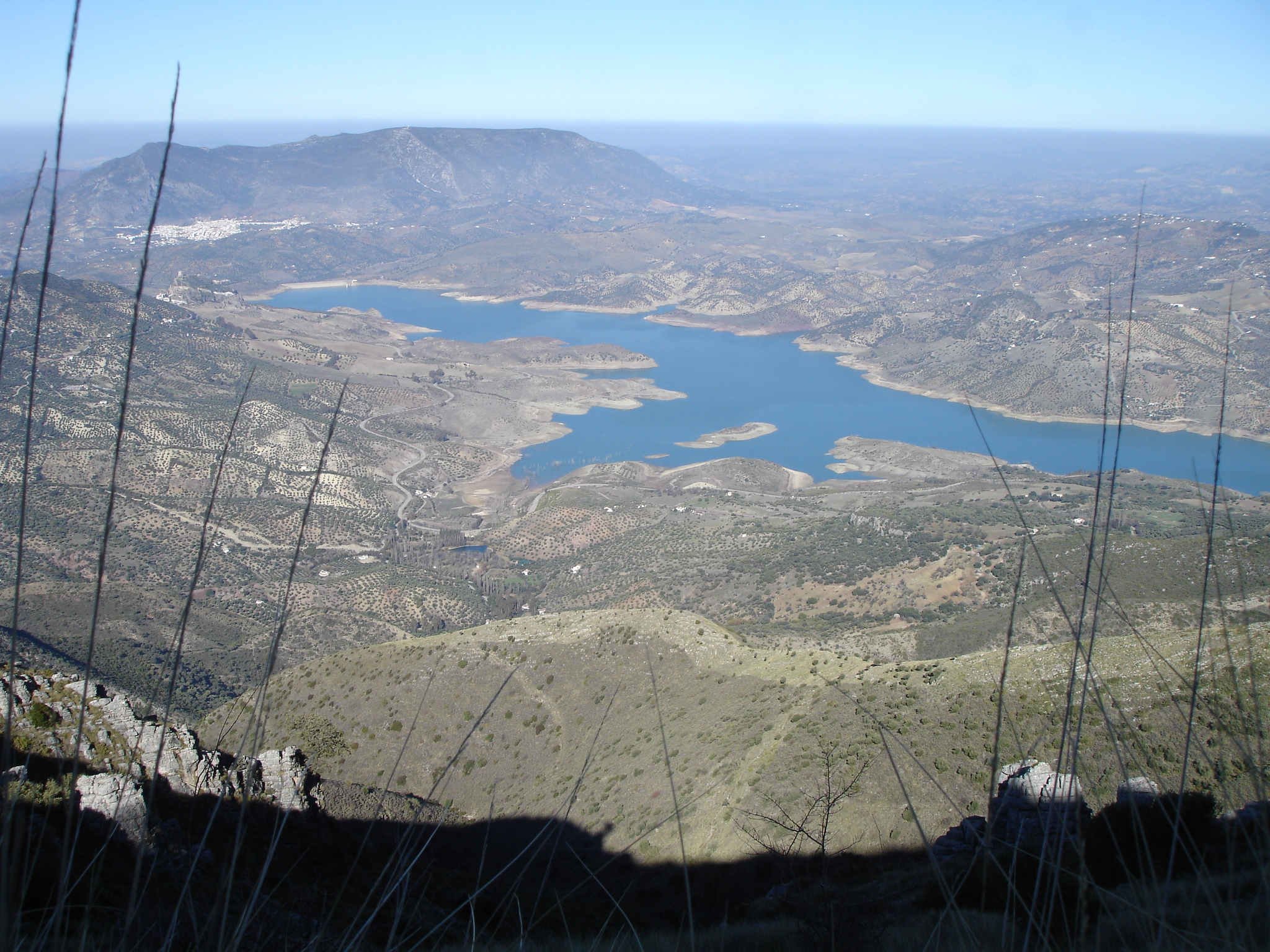
Réservoir de Zahara-El Gastor (es) vu depuis le Cerro Coros
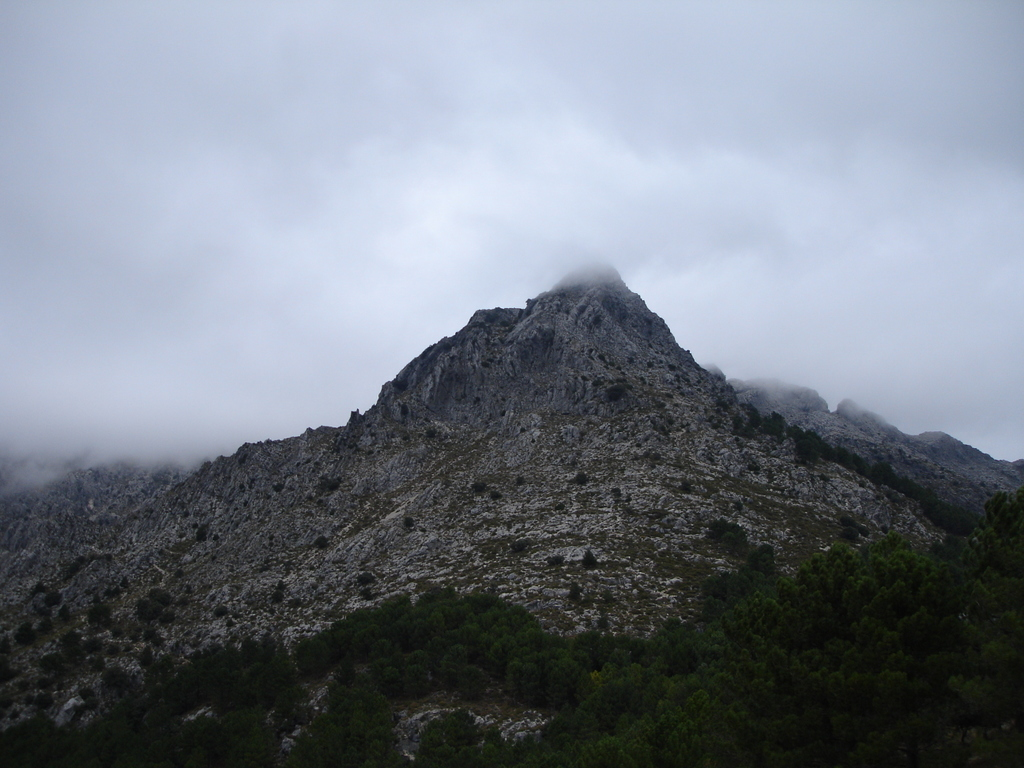
Pic El Torreon (es)
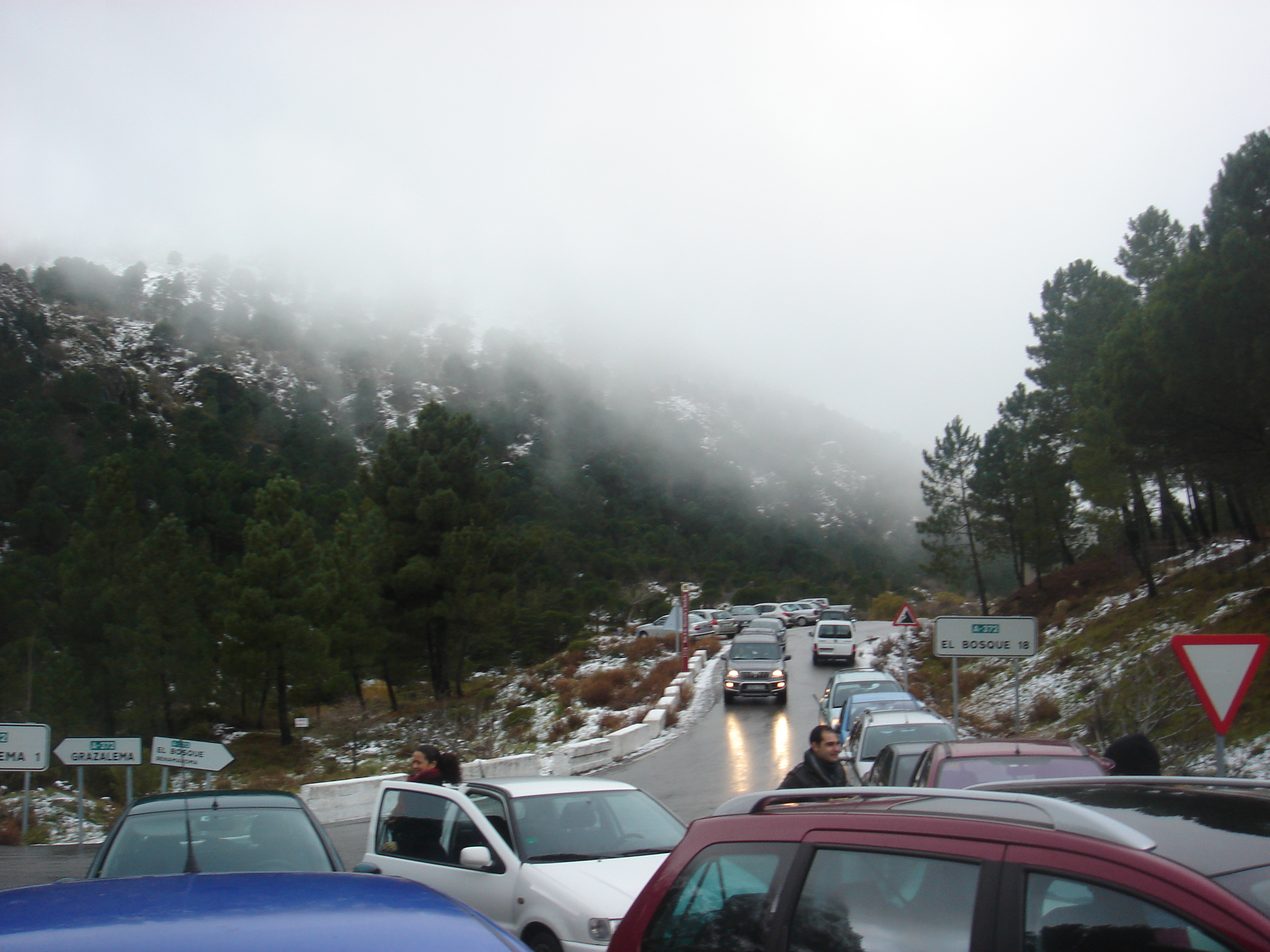
Col du Boyar (es), annonce de neige fin novembre 2008
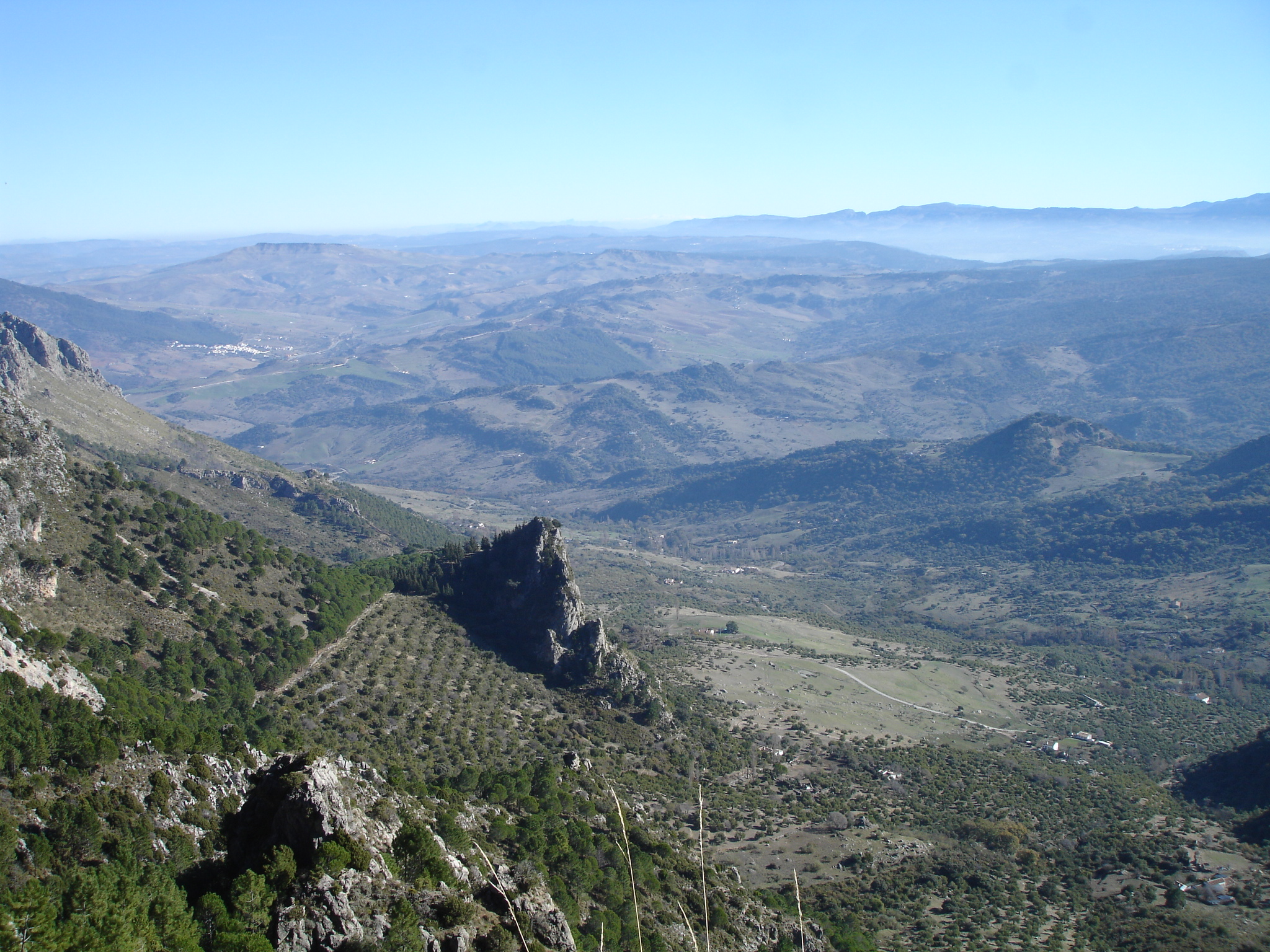
Col de las Palomas (es), vue vers le sud

Juste après avoir quitté Grazalema pour la commune de Zahara, l'arroyo de Bocaleones a creusé la profonde gorge de Gaganta Verde (es).
Le pic Simancón (es), 1 569 m, est en bordure sud de la commune : son flanc sud se trouve sur Villaluenga del Rosario.

Lieux voisins de la commune
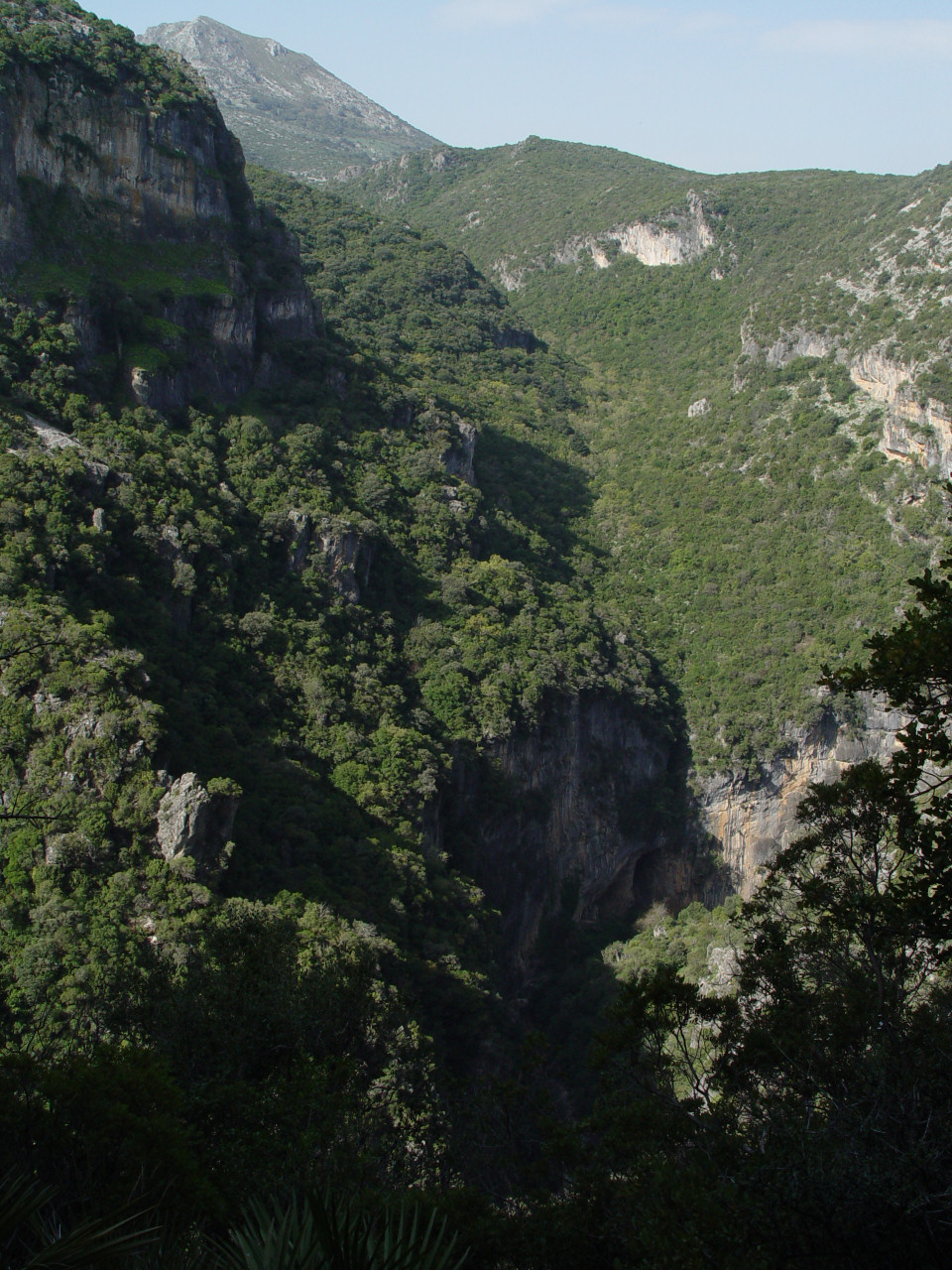
La Garganta Verde (es), sur Zahara
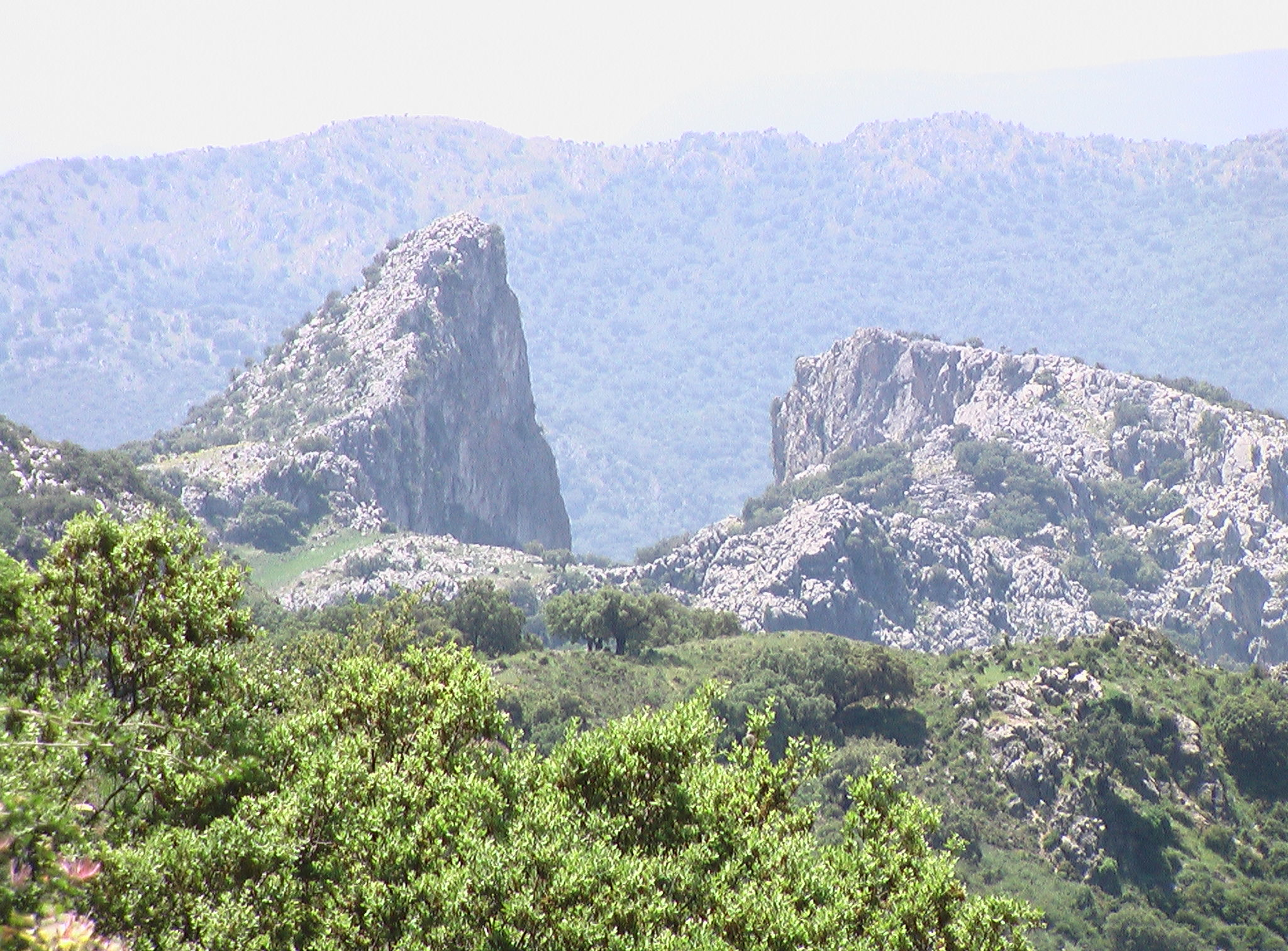
Le Salto del Cabrero (es), sur Benaocaz au sud de Grazalema
Panorama sur Villaluenga del Rosario depuis le sommet du pic Simancón (es)

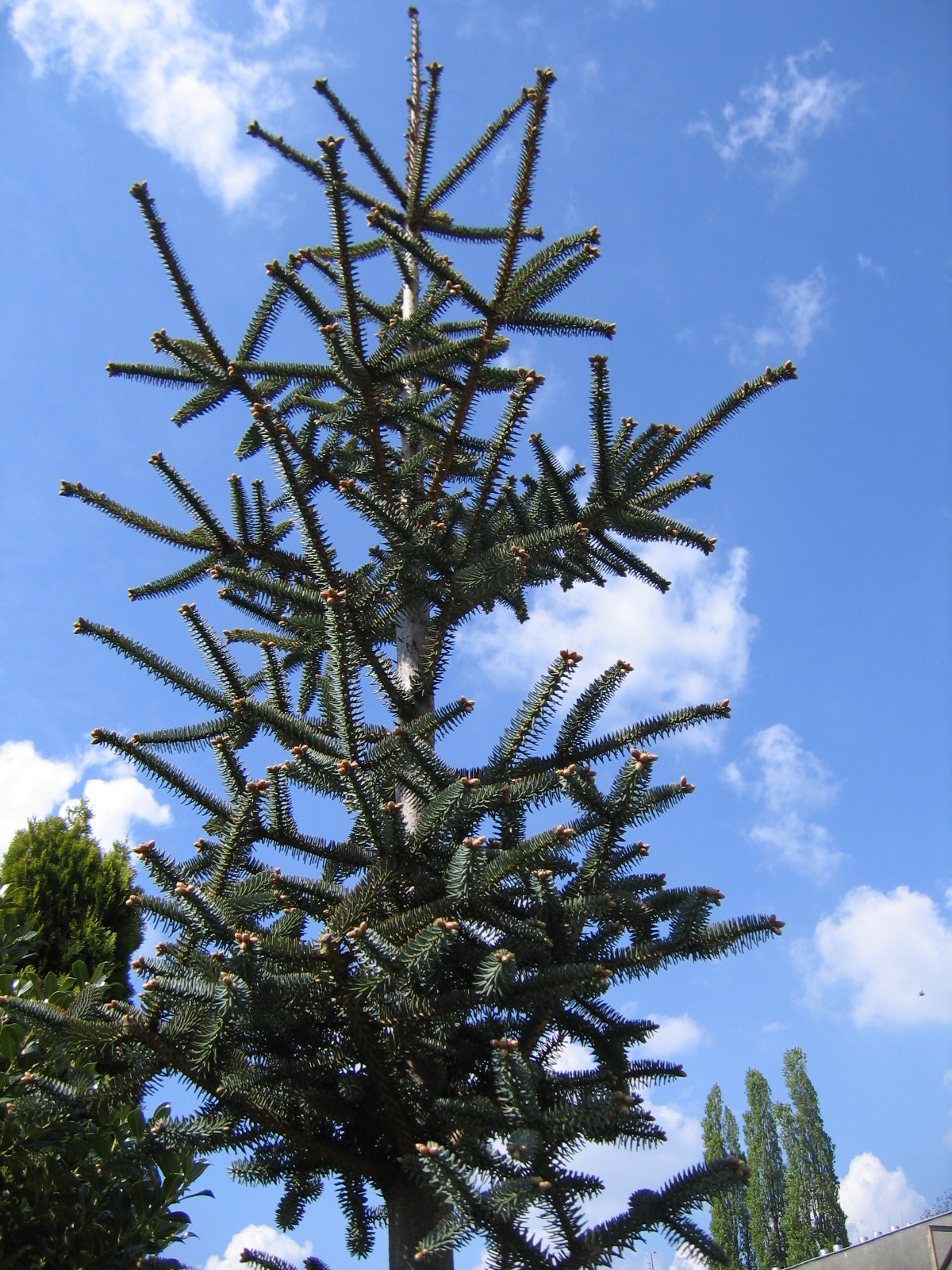
Un pinsapo

## Faune et flore
Les environs servent de refuge à une faune sauvage importante, dont les plus beaux représentants sont le vautour fauve, le faucon pèlerin, l'aigle royal, impérial, la genette d'Europe et le bouquetin ibérique. Les montagnes de Grazalema regorgent également de cerfs, chevreuils et de renards. Les montagnes sont également l'habitat traditionnel des animaux d'élevage que sont le porc, les caprins et les ovins. La flore est elle aussi d'une grande richesse. Au pinsapo se mêlent l'olivier sauvage, le chêne-liège (qui alimente tout un pan de l'artisanat local), le chêne vert, le chêne du Portugal, le saule, l'orme ou encore le peuplier.

## Démographie
Grazalema, comme toute la zone de la Sierra, a énormément souffert de l'exode rural depuis le début du XXe siècle : la population a tendu à se déplacer vers la zone côtière de Cadix ou dans les villes les plus importantes de la Sierra que sont Ubrique et Ronda . La population a été divisée par plus de deux en un siècle. Néanmoins, on observe une stabilisation depuis les années 1970, et même une légère reprise de la croissance démographique entre les recensements de 2001 et 2006, en raison, sans doute, du développement du tourisme, qui a provoqué l'installation de plusieurs résidents britanniques. En 2006, la population s'élevait ainsi à 2 243 habitants, parmi lesquels 131 vivaient en dehors du bourg, dans le hameau de Benamahoma ou dans l'habitat dispersé de la commune, dans la montagne. La population juvénile se maintient à un niveau assez élevé, puisque les moins de 20 ans représentent 20,86 % des résidents, alors que la part des plus de 65 ans atteint 19,22 % . Cette relative importance de la population juvénile justifie la présence d'une école et d'un collège d'enseignement secondaire.
| Évolution démographique de Grazalema de 1900 à 2006 | Évolution démographique de Grazalema de 1900 à 2006 | Évolution démographique de Grazalema de 1900 à 2006 | Évolution démographique de Grazalema de 1900 à 2006 | Évolution démographique de Grazalema de 1900 à 2006 | Évolution démographique de Grazalema de 1900 à 2006 |
| 1900                                                | 1910                                                | 1920                                                | 1930                                                | 1940                                                | 1950                                                |
| --------------------------------------------------- | --------------------------------------------------- | --------------------------------------------------- | --------------------------------------------------- | --------------------------------------------------- | --------------------------------------------------- |
| 5 587                                               | 5 179                                               | 4 298                                               | 4 257                                               | 3 744                                               | 3 652                                               |
| 1960                                                | 1970                                                | 1991                                                | 2001                                                | 2006                                                |                                                     |
| 3 224                                               | 2 555                                               | 2 240                                               | 2 195                                               | 2 243                                               |                                                     |
| Instituto Nacional de Estadísticas.                 |                                                     |                                                     |                                                     |                                                     |                                                     |

## Histoire
La ville fut fondée par les musulmans d'Al Andalus, au Moyen Âge. Des découvertes archéologiques réalisées dans les environs ont toutefois permis d'attester d'une présence humaine depuis la préhistoire. Ce sont les Romains qui organisèrent la région, comme en témoigne encore l'antique chaussée romaine unissant Ubrique à Benaocaz. Les Romains, arrivés avec le général Scipion au moment de la deuxième guerre punique, fondèrent à proximité du bourg actuel une bourgade connue sous le nom de Lacidulia, du nom que portait alors le Guadalete (Cilbus).
À la suite de la conquête musulmane de l'Hispanie, la région fut colonisée par les arabes et les berbères, qui continuèrent à faire prospérer l'élevage des ovins, et développèrent l'exploitation forestière, l'agriculture et la production textile. Le village fut baptisé Raisa lani suli ("ville des Banu al-Salim"), puis Ben-salama ("fils de Zulema"), et postérieurement Gran Zulema et Zagrazalema.
Le village de Zagrazalema fut reconquis en 1485 par le Duc d'Arcos. Ce dernier, représentant de la maison nobiliaire des Ponce de León, l'intégra à ses domaines qui s'étendaient sur une grande partie de l'actuelle province de Cadix. La prise du village survient alors que les Rois catholiques menaient la reconquête du Royaume de Grenade, dans le giron duquel Grazalema s'était maintenue depuis le XIIIe siècle. C'est à compter du XVIIe siècle que la ville va connaître une époque d'apogée économique, grâce à l'industrie drapière, alimentée par la production lainière de la contrée.
Le déclin de l'industrie textile et de l'élevage ovin entraînent un important exode rural dès le début du XXe siècle. Le village connaît aujourd'hui une nouvelle jeunesse, grâce au tourisme.

## Patrimoine

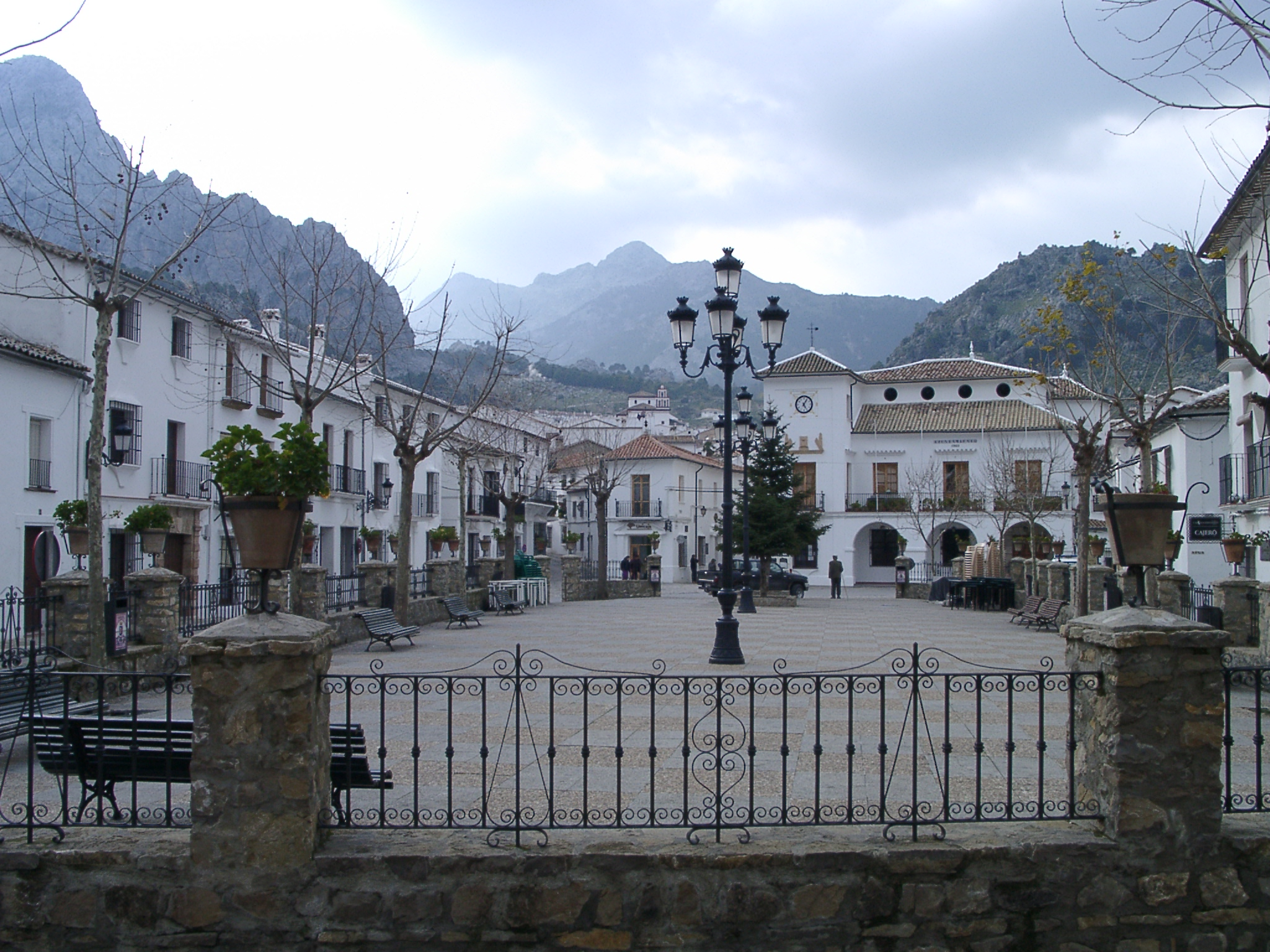
La Plaza de España, place principale de Grazalema. Au fond, les montagnes de la sierra.

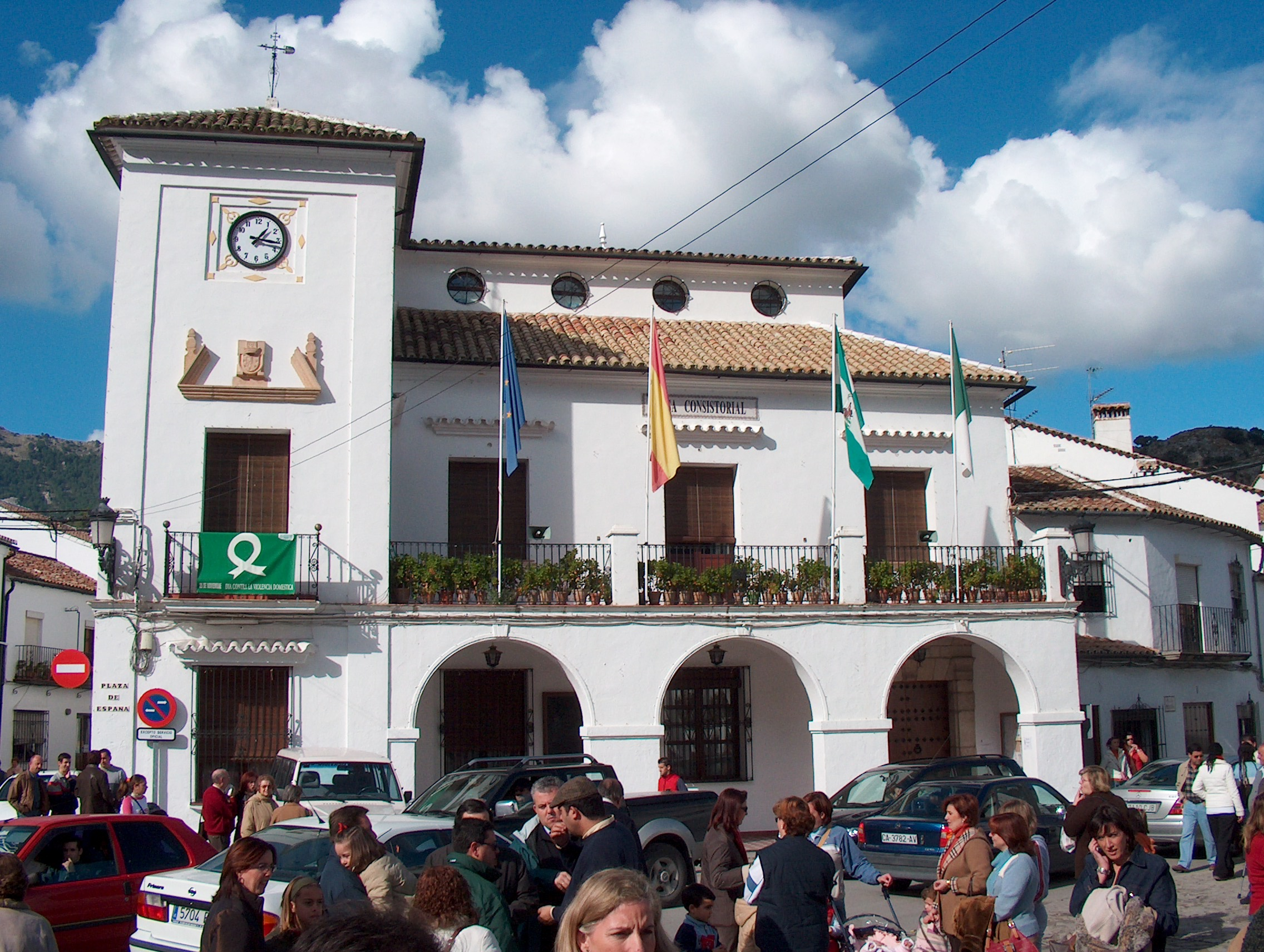
La mairie, bâtie au XXe siècle.

Le village possède quatre églises et deux ermitages. Le plus important d'entre eux est l'église Nuestra Señora de la Aurora, bâtie en style baroque au XVIIIe siècle. L'église San José, construite sur le site d'un ancien couvent de Carmélites, date du XVIIe siècle. L'église de San Juan fut construite au XVIIIe siècle, sur le site d'une ancienne mosquée dont subsistent quelques éléments ; elle abrite aujourd'hui un centre culturel pour jeunes. L'église de Nuestra Señora de la Encarnación est celle qui a le plus souffert des aléas de l'histoire. Installée sur un ancien sanctuaire mudéjar, elle fut élevée au XVIIe siècle, puis reconstruite à la suite des dégâts causés par les troupes françaises lors de la guerre d'indépendance espagnole. 
Le site romain de Lacilbula (es), fondée au IIe siècle, est à quelques kilomètres en contrebas du bourg. 
C'est le premier site romain rencontré dans la vallée du Guadalete à partir de sa source. Il a été identifié avec le Cortijo de Clavijo, lieu proche de la naissance du Guadalete et un peu éloigné de l'actuelle Grazalema ; et a été traditionnellement considéré comme son ancêtre. Au moins jusqu'en 2004, aucune fouille archéologique n'y a été réalisée ; il est donc impossible de savoir l'étendue des vestiges enterrés ni d'en dater l'occupation. En surface sont conservés quelques pans de muraille cimentés au bord du plateau de Clavijo, et des pierres de taille qui ont pu faire partie des bâtiments de la ville romaine. 

Selon C. Pemán, le nom de Lacilbula dérive du fleuve (qu'il identifie avec le Cilbus) et de ce que l'endroit se trouve près de sa source. Ce nom est connu grâce à une série d'inscriptions où est mentionné ordo Lacilbulensium, et un pacte d'hospitalité entre un particulier et le Sénat de Lacilbula. Il est également très possible qu'il s'agisse de la Lacibís que cite Ptolémée parmi les villes de l'intérieur habitées par les turdules.

Des épigraphes mentionnent son ordre décurional, qui indique un statut privilégié, et l'affectation d'un individu à la tribu Quirina (CIL II, 1342), à laquelle sont liées les municipalités flaviennes,.
Ceci entre en contradiction apparente avec l'inscription qui rapporte le pacte d'hospitalité entre Quinto Mario Balbo et le sénat de Lacilbula (CIL II, 5409), survenu en l'an 5 après JC, car s'il y avait déjà un sénat, cela indiquerait que la ville aurait dû atteindre son statut privilégié avant cette date, en se liant à César ou Auguste. Mais Rodriguez Neila rappelle qu'en Hispanie le système de magistratures romaines est établi depuis le IIe siècle av. J.-C. pour les communautés pérégrines.
La ville possède un musée consacré à l'artisanat textile.
La ville présente un aspect caractéristique des villages andalous : maisons serrées le long d'étroites ruelles, souvent chaulées et fleuries, ouvertures protégées par des grilles en fer forgé, places agrémentées de fontaines. Plusieurs belvédères (Mirador de los Asomaderos, Mirador El Tajo, etc.) offrent de beaux points de vue sur la vallée en contrebas et sur les massifs montagneuxdes environs. Les efforts de Grazalema en matière d'aménagement urbain lui ont valu l'octroi du Premio Nacional de Embellecimiento y Mejora (Prix national d'embellissement) ; le bourg est classé Ensemble historico-artistique par le Ministère de la culture depuis 1982

## Économie
L'activité économique de Grazalema est aujourd'hui dominée par le tourisme. Néanmoins, les trois grands secteurs économiques sont représentés dans la ville, à travers 142 entreprises. En 2006, la ville comptait 821 emplois, et 166 chômeurs, soit un taux de chômage de 16,8 %.

### Secteur primaire
L'agriculture couvre une surface de 161 hectares, occupés essentiellement par la production de plantes fourragères, mais également pour la production horticole. 293 hectares sont consacrés à l'arboriculture, dont les principales productions sont l'oranger et surtout l'olivier. Le village se distingue, comme le reste de la région, par l'importance de l'élevage ; porcs, brebis et chèvres paissent en quasi liberté dans les pâturages et dehesas d'altitude, pour fournir par la suite la viande (les charcuteries ainsi que la viande d'agneau sont réputées), le lait ou la laine.

### Secteur secondaire
La production de produits manufacturés continue à occuper quinze entreprises, qui maintiennent les principales activités artisanales du village, tels que la vannerie, le textile (écharpes, manteaux, etc. et surtout couvertures, connues comme les mantas de Grazalema), la céramique et les produits dérivés du liège. Par ailleurs, dix entreprises de construction sont installées à Grazalema.

### Secteur tertiaire
Le secteur des services qui génère une part non négligeable des revenus de la ville, notamment grâce au tourisme, qui constitue l'une des principales ressources de la commune. Les visiteurs sont attirés par les paysages et l'authenticité des lieux, et les possibilités de randonnée qu'offre la ville, qui se trouve sur le circuit connu comme la Ruta de los Pueblos blancos (Route des villages blancs). De ce fait, Grazalema est dotée d'une capacité hôtelière de 520 lits, répartis sur cinq hôtels et deux pensions, ainsi que vingt restaurants. Les 52 établissements commerciaux profitent également de cette aubaine toursitique. L'immobilier et la banque représentant deux secteurs bien implantés.

## Gastronomie

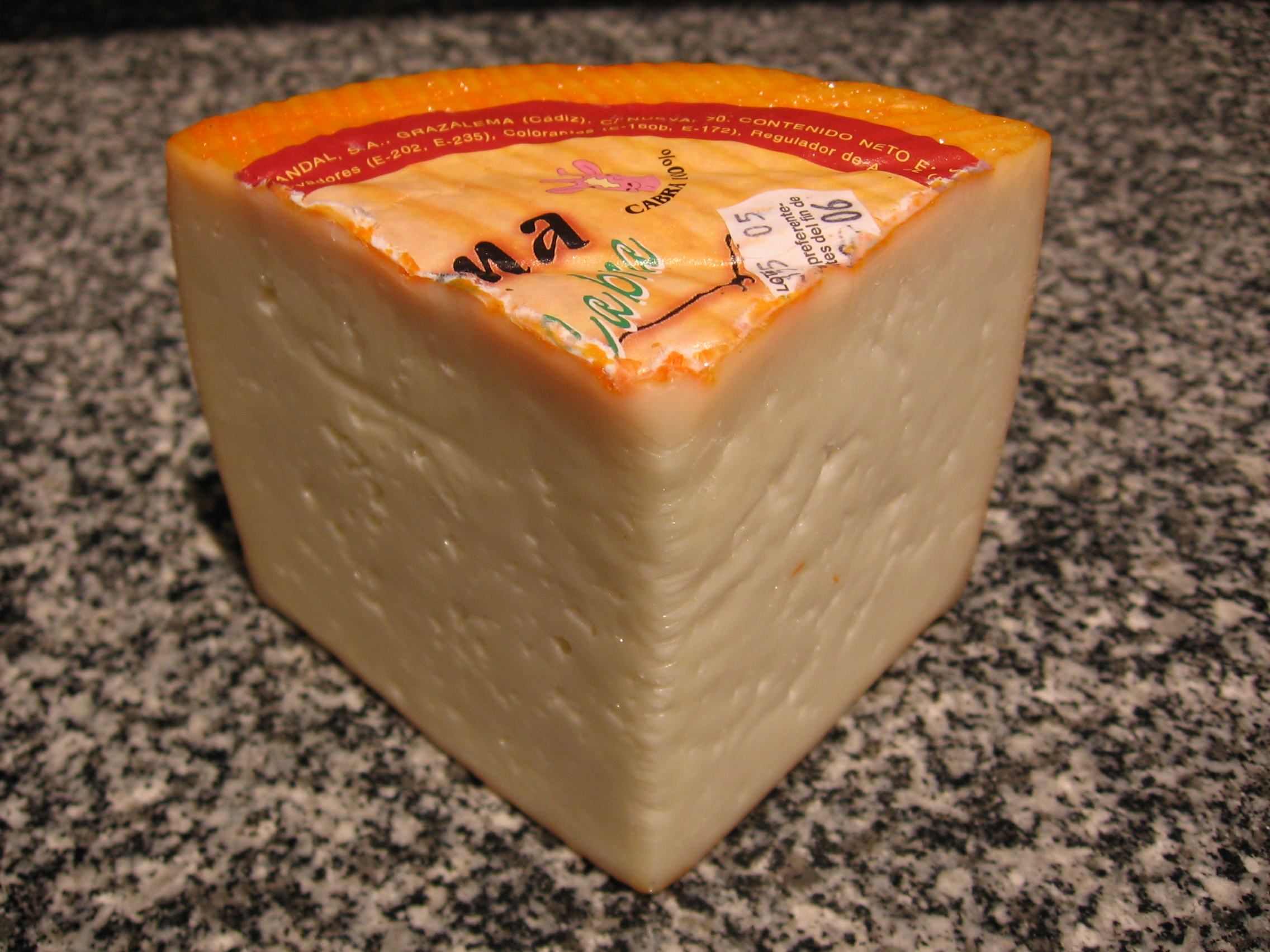
Fromage de Grazalema

La gastronomie de la ville, et de la région, ne saurait être envisagée sans prendre en compte la variété des productions agricoles locales. Les produits les plus caractéristiques sont les fromages de chèvre, les charcuteries, les morilles et le miel.
Au rang des hors-d'œuvre figurent en bonne place les jambons, saucissons et autres chorizos du pays, mais également les potages. La soupe de Grazalema est le bouillon du puchero andaluz (sorte de pot-au-feu) accompagné de pain, d'œuf, de chorizo, et parfumé à la menthe. La traditionnelle soupe aux asperges est également très répandue.
L'agneau constitue une des viandes les plus appréciées, notamment rôti au four, avec du thym, du laurier et de l'ail. Le porc est également très consommé, sous toutes ses formes, ainsi que le gibier.
Les desserts sont très variés, et révèlent, comme dans toute l'Andalousie, une nette influence orientale. On trouve, entre autres, les patates douces au miel (batatas cocidas ou boniatos), les amarguillos (pâtisserie à base d'amande pilée, d'œuf, de sucre et de citron), les cubiletes (pâtisserie à base de saindoux, de farine, de cannelle, et de cheveux d'ange), etc.

## Fêtes
Les fêtes, essentiellement religieuses, rythment le calendrier de la commune. Le 25 mai a lieu la Romería de San Isidro (pèlerinage de saint Isidre), qui marque l'arrivée de l'été. La procession sort de l'église de Nuestra Señora de la Aurora se dirige vers le lieu-dit de la Ribera de Gaidovar, petit vallon verdoyant dans les montagnes cernant la ville. La Velada del Carmen (veillée du Carmen) est célébrée en honneur de la Vierge du Carmen le 16 juillet. La sainte patronne de Grazalema, la Vierge des Anges (Virgen de los Ángeles), est fêtée le 8 septembre. Une procession est organisée dans la ville, avant que l'effigie de la Vierge ne soit ramenée à l'ermitage de los Ángeles, où elle demeure toute l'année. Les grandes fêtes de la commune (Fiestas mayores) ont lieu au cours de la deuxième quinzaine du mois d'août. Des bals et autres activités festives sont organisés à cette occasion.